# Châtelet (Belgique)
Pour les articles homonymes, voir Châtelet.
Châtelet (en wallon Tcheslet) est une ville de Belgique située en Région wallonne dans la province de Hainaut. Depuis la fusion des communes de 1977, la ville de Châtelet regroupe Bouffioulx, Châtelet et Châtelineau. Toutefois, les identités propres à ces trois communes sont restées importantes. Il est donc fréquent d'entendre les gentilés respectifs : Bouffaloniens (ou Buffaloniens), Châtelettain et Castelinois.
Châtelet fait partie du Pays Noir, ancien nom de l'agglomération commune avec Charleroi, sur la Sambre, marqué par l'exploitation minière du bassin houiller. La localité reste encore un pôle sidérurgique important en Belgique et en Europe avec la présence du groupe industriel Aperam, spécialisé dans la production d'acier inoxydable.

## Étymologie
L'origine et la signification du nom Châtelet proviendrait de Châtelin (petit château), diminutif de Châtelineau qui s'écrivait en latin Castellinellum. Comme de nombreuses villes, son nom a varié au sein des textes, au fil des siècles et au gré des langues. Les formes les plus anciennes (1219 à 1232) sont des variantes de Chesteling et Chasteling. Mais on a également parlé de Châtelet-sur-Sambre ou encore de Chasselet jusqu'au XVIIIe siècle. Pourtant, l'orthographe Châtelet existe depuis 1588.

## Géographie

### Sections de la commune
| # | Nom         | Superf. (km2) | Habitants (2020) | Habitants par km2 | Code INS |
| - | ----------- | ------------- | ---------------- | ----------------- | -------- |
| 1 | Châtelet    | 11,57         | 13 807           | 1 193             | 52012A   |
| 2 | Châtelineau | 7,65          | 16 925           | 2 213             | 52012B   |
| 3 | Bouffioulx  | 8,14          | 4 927            | 605               | 52012C   |

### Communes limitrophes
|           | Fleurus   | Farciennes     |
| Charleroi | Châtelet  | Aiseau-Presles |
|           | Gerpinnes |                |

### Morphologie urbaine

#### Quartiers, cités et lieux-dits

##### Quartiers
- Le Boubier.
- Le Fonteny.
- Les Gaux.
- Le Faubourg.
- Les Coutures.
- Châtelet-Centre.
- Carnelle.
- Poudrière.
- Buriau.

##### Cités
- Cité des Chasseurs.
- Cité Heureuse.
- Cité Chavepeyere.
- Cité de La Blanche Borne

##### Lieux-dits
- La Galoperie.
- Le Culot.
- La Sablonnière.
- La Justice.
- Dessus Fayat.
- La Sarte.
- Trieu Soret.
- Chaumont.
- Grand Champ.
- Le Bouli.

### Hydrographie
- Ruisseau de l'Hanzinne.
- La Sambre.

## Démographie

### Démographie: Avant la fusion des communes
- Source: DGS recensements population

### Démographie: Commune fusionnée
En tenant compte des anciennes communes entraînées dans la fusion de communes de 1977, on peut dresser l'évolution suivante :
Les chiffres des années 1831 à 1970 tiennent compte des chiffres des anciennes communes fusionnées.
- Source: DGS , de 1831 à 1981=recensements population; à partir de 1990 = nombre d'habitants chaque 1er janvier[4]

## Histoire
La majorité des documents et archives retrouvés ne datent que du milieu du XVIe siècle, copiés par un greffier nommé Jean Josneal ou Jonneau. Cependant, beaucoup d'écrits ont disparu à cause de conflits ou d'incendies. De plus, les documents sont rares durant la période révolutionnaire française et inexistants à l'époque du royaume uni des Pays-Bas. En 1874, Olivier Gilles, un écrivain et historien de Châtelet, proposera de classer et inventorier ces archives. Son décès interrompra son travail que la Société Paléontologique et Archéologique de Charleroi reprendra vingt ans plus tard. Ces travaux de préservations sont désormais à la charge de la Société Royale d'Histoire « Le Vieux Châtelet ».

### Préhistoire et antiquité

#### Du silex aux Nerviens
Avec un sol riche en silex, de nombreux cours d'eau et des étendues boisées, la région qui entoure Châtelet était propice à l'installation de tribus du Néolithique. Des traces remontant à 8 000 ans ont notamment été retrouvées dans la grotte de Montrou (Bouffioulx) et dans la grotte de Presles (Aiseau-Presles). C'est dans cette dernière qu'une douzaine de squelettes et de nombreuses lames de silex ont été retrouvées. Sur le territoire de Châtelet, plus précisément sur le plateau de la Blanche-Borne, des fouilles ont mis au jour ce qui devait être des ateliers de taille de silex.
Les populations celtes se sont également établies sur ce plateau, en rapport direct avec Presles. On a d'ailleurs longtemps supposé que la région avait accueilli la bataille du Sabis, considérant qu'il s'agissait de la Sambre, lieu de victoire de César sur les Nerviens. Mais de nombreux arguments favorisent désormais la Selle.
Notons, toujours pour l'Âge du Fer, que le bois du Boubier, à la limite avec Couillet, a livré une fortification datée de la transition entre le premier et le deuxième Âge du Fer (soit aux alentours de -400).
Dans le bassin de Bouffioulx, aux abords de la Biesme, la présence d'un ensemble mégalithique indique également une présence ancienne de l'Homme. Malheureusement, l'ensemble et son dolmen furent détruits vers le milieu du XIXe siècle.

#### Un four à poterie et des ateliers du fer gallo-romains[8]
Après la conquête romaine, le plateau de la Blanche-borne fut délaissé pour la vallée de la Sambre sur l'actuelle Place du Marché. Des fouilles archéologiques, débutées en 1985, ont couvert 3 200 m2 de parcelles à la rue des Gravelles et à la cour Pinette. On y découvrit de nombreux vestiges médiévaux, mais aussi un four de potier datant du Ier siècle.

### Moyen Âge

#### La Charte d'Ekkard
L'Histoire médiévale de Châtelet est liée à celle de Pont-de-Loup dont la première mention remonte à l'année 840, cédée par l'empereur Louis le Pieux à son fidèle Ekkard. En effet, tout comme Marcinelle et Presles, Châtelet est une ancienne villae carolingienne. Cette charte est un acte de concession qui énumère tout ce qui se trouvait dans la villae d'époque : champs, prés, forêts, bâtiments, moulins et serfs. Pour la petite histoire, Ekkard ne jouit pas longtemps de cette donation et mourut quatre ans plus tard près d'Angoulême.
« quasdam res nostre proprietatis que sunt in pago Goniense super fluvium Samera (la Sambre), hoc est villas duas que vocantur Funderlo (Pont-de-Loup) et Marcinas (Marcinelle). »

#### La charte des libertés de 1220[12]

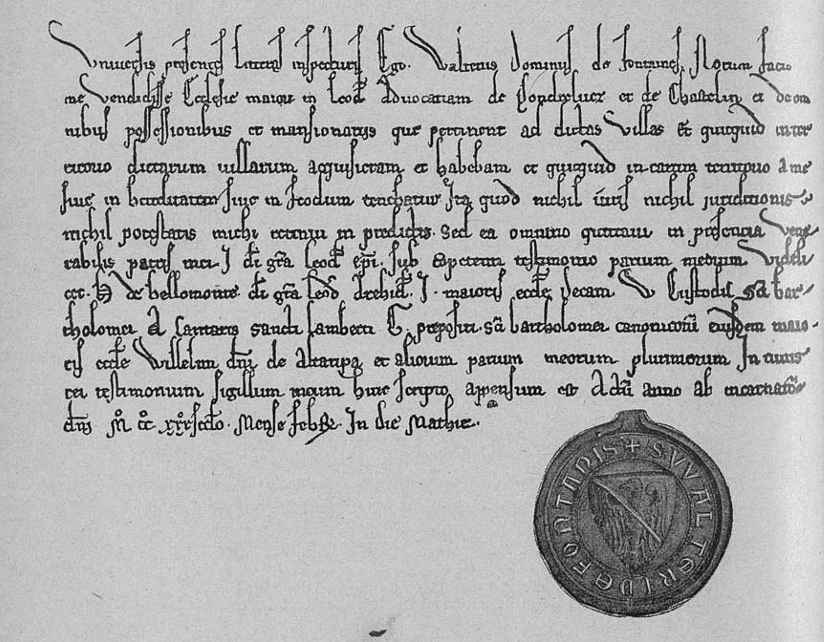
Extrait de la traduction
"(...) Moi, Wautier, seigneur de Fontaine, je fais connaître que j'ai vendu à la Cathédrale de Liège, l'avouerie de Ponderlues et de Chastelin, (...) je ne me suis réservé dans ces dites villae, aucun droit, aucune juridiction, aucun pouvoir, mais j'ai tout abandonné (...)".

Grandissant au fil des siècles, l'avouerie s'étendit et inclut les localités de Châtelet, Bouffioulx et Pironchamps. Aucun texte ne fera plus mention de Châtelet jusqu'au XIIe siècle, où le domaine fut transmis au chapitre de Saint-Lambert par une bulle pontificale du 16 mai 1143.
Au début du XIIIe siècle, l'avouerie de Châtelet appartient au lignage de Fontaine-l'Évêque, représenté par un certain Walter (Walterus de Castelin ou de Châtelet). Celui-ci est soit seigneur de Fontaines, soit avoué de Châtelet. Châtelet formerait, à l'époque, le cœur de son avouerie. Une hypothèse indique que le personnage aurait soit usurpé ce titre au chapitre de Saint-Lambert, soit commis des excès sur les gens de Châtelet. Le chapitre le forçant par sentence du Tribunal de la Paix à délivrer une charte de liberté aux villes de Châtelet et de Pont-de-Loup.
Le 14 février 1220, la charte des libertés octroie des privilèges à Châtelet et Pont-de-Loup, abolissant les actes de basse justice, de mainmorte et renforçant le pouvoir des deux villes. C'est dans un acte de vente de 1229 que l'on parlera officiellement de l'avouerie de Châtelet et Pont-de-Loup, revenant de nouveau aux mains du chapitre de Saint-Lambert. Toutefois, il faut remarquer que dans cet acte, ni Bouffioulx, ni Châtelineau n'appartiennent à la seigneurie. Les effets de la charte ne s'y appliquent donc pas et le servage s'y perpétuera encore.

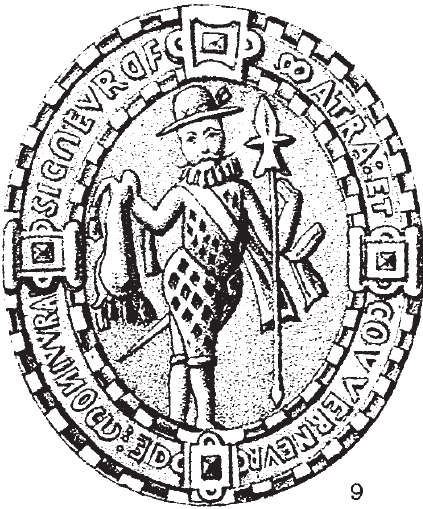
"Seigneur de Montrou et gouverneur de Montchevreuil".

#### Les châteaux de Montrou et Montchevreuil[15]
La topographie de Bouffioulx, au Moyen Âge était très différente d'aujourd'hui car l'exploitation calcaire a transformé le paysage au XIXe siècle. Le village se trouvait de part et d'autre de la Biesme, coincé entre deux « montagnes » de roche : Montrou et Montchevreuil. Deux châteaux s'y sont construits dès le Xe siècle, surplombant l'accès au village.
Le château de Montrou se trouvait sur le flanc rocheux où culmine l'actuel quartier Saint-Blaise ou Montrou. En contrebas se trouve la grotte de Montrou dont les galeries souterraines (désormais obstruées) menaient jusqu'à l'abbaye de Salzinnes. Un médaillon du XVIe siècle témoigne de festivités qui s'y déroulaient le lundi de Pâques, cette tradition disparaitra au XIXe siècle avec les dernières ruines.
Les ruines du château de Montchevreuil ont également disparu sous les lignes de chemin de fer, aux abords de l'actuelle rue de Montchevreuil. On donna l'ordre de le démolir en 1862, ce qui fait que nous pouvons encore retrouver le dessin des murailles du vieux-château sur un plan cadastral de 1830-1834.
Toutefois, l'esprit de la Seigneurie de Montrou n'a pas disparu, une compagnie de reconstitution médiévale - la Mesnie di Matra - préserve les légendes qui entourent ces lieux.

### Renaissance

#### Édifices religieux
La ville de Châtelet jouit d'une prospérité commerciale durant cette période, ce qui permet la construction de nombreux édifices religieux ainsi que des institutions. Dès 1472, il existait une table des communs pauvres sous l'égide de l'Église. Cette institution de charité venait en aide aux veuves chargées d'enfants, des étudiants pauvres et les orphelins.
La date de construction de l'ancienne église de Châtelet (sur l'actuel emplacement de l'église Saint-Pierre et Paul) est inconnue, toutefois sa tour fut édifiée en 1552. Elle sera démolie en 1867.
En 1610, on érigea la paroisse de Bouffioulx (désormais église St-Géry) dont subsiste le chœur semi-hexagonal.
En 1626, on construisit la Chapelle Saint-Roch, classée 'Monument historique' en 1959. Elle est au cœur de la Marche folklorique « Saint Roch »

#### Administration et Haute Cour de Justice[2]
En octroyant plus de pouvoirs aux magistrats locaux en 1220, Châtelet se dota rapidement d'une Haute Cour de Justice bien que la première mention remonte à 1335. Elle se tenait au cœur de la Halle qui était également un haut-lieu de commerce. Le rayonnement administratif de la cour s'étalait jusqu'à Bouffioulx. Au XIVe siècle, on élisait le Bourgmestre et les Echevins parmi les bourgeois. Après approbation des Seigneurs, ils prêtaient serment devant la Cour de Justice. 
« Je jure que je professe la religion catholique, apostolique et romaine ; Que je serai fidèle et obéissant à Messeigneurs du très illustre Chapitre Cathédrale ; Que j'administrerai les deniers publics en bon père de famille et comme le mien propre et que je procurerai de tout mon pouvoir le bien et l'avantage de la ville et surceans d'icelle.» - Serment prononcé devant la Cour de Justice
Toutefois, le rôle administratif de Châtelet, dans la seigneurie, résidait essentiellement sur les épaules du bailli. Le premier d'entre eux, Ernoul de Marbais, a été nommé en 1455.
D'après les registres des procès, la Haute Cour de Justice était très active dans l'entité, mais également au sein de la principauté de Liège. Elle fut dissoute en 1796, ses pouvoirs et ses attributions partagées entre l'administration communale, les notaires, les juges de paix et les tribunaux.

#### Le titre de Bonne Ville en 1651
En 1316, la principauté de Liège octroie des privilèges supplémentaires aux communes par la Paix de Fexhe. Châtelet n'en fait pas encore partie, mais son rayonnement administratif englobe Pont-de-Loup, Pironchamps et Bouffioulx. Elle profitera d'une prospérité économique et industrielle, notamment grâce aux grès de Bouffioulx. Sur le plan religieux, Châtelet devient un doyenné en 1559. Certains artistes de la ville se feront connaître, tel que Jean Guyot, maître de chapelle de l'empereur Ferdinand Ier ou encore le peintre Pierre Jouet qui peindra pour les abbayes de Soleilmont et d'Aulnes. C'est finalement en 1651 que les titres des Bonnes Villes de Liège sont définitivement fixée et Châtelet en fait cette fois partie.

#### Guerres, sièges, pillages et fortifications[2]
Châtelet n'a pas été épargnée par les conflits. Sa position aux frontières de la principauté de Liège, enclavée entre des possessions fréquemment contestées (comté de Hainaut, duché de Brabant, comté de Namur), ne jouait déjà pas en sa faveur. Cependant la ville se situait à un endroit stratégique pour traverser la Sambre - raison pour laquelle on parlait parfois de Châtelet-sur-Sambre.

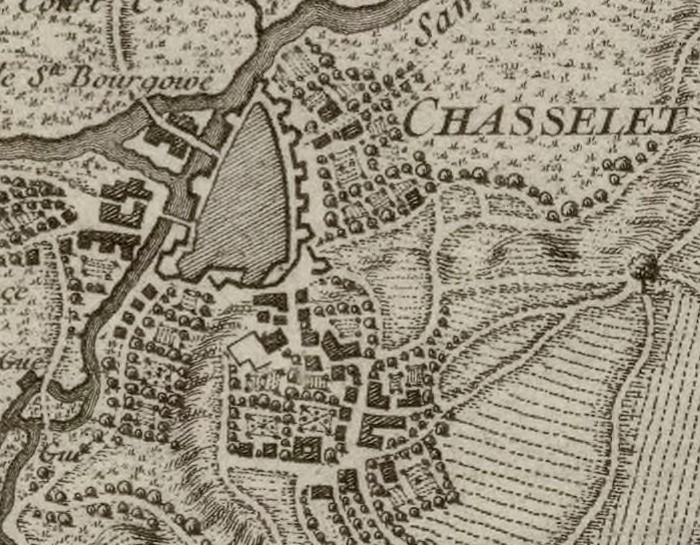
Délimitation des remparts de Châtelet.

La première mention du pont de Sambre date de 1385, mais les découvertes gallo-romaines faites au XIXe siècle laissent supposer qu'on y traversait déjà le gué au Ier siècle. Ce pont fit couler beaucoup d'encre, partagé entre Châtelet (principauté de Liège) et Châtelineau (Comté de Hainaut). Il fut détruit et reconstruit à plusieurs reprises, si bien qu'on en fit un pont-levis dès le XVIIe siècle.
Contrairement à Châtelineau et Bouffioulx, Châtelet ne possédait pas de château et fut, comme d'autres villes bourgeoises, la proie de fréquents pillages. Parmi ceux-ci, on peut noter le passage de Charles le Téméraire et de ses troupes en 1466. En 1546, Charles Quint proposa au Prince-Evêque de Liège de renforcer Châtelet afin de fermer cet accès sur la Meuse aux Français. Ponts et fossés existaient déjà en 1544 et ces premiers travaux de fortifications permirent de clôturer la ville en 1563. Un an plus tôt, le 25 février 1562, on accordait des privilèges à la ville pour assurer sa défense par la mise en place du serment des arquebusiers. Hélas, en 1577, ces premières fortifications furent détruites sur ordre de Juan d'Autriche. Il faudra attendre 1597 pour que les travaux reprennent et que les premiers remparts soient construits. Ceux-ci seront prolongés et renforcés jusqu'à la fin du XVIIe siècle. En 1693, la garnison espagnole détruira en grande partie les remparts lors de la Guerre de la Ligue d'Ausbourg.

#### Le commerce et le rayonnement des poteries de Bouffioulx[2],[17]
À Châtelet, comme à Bouffioulx, on retrouve une très importante activité dans le commerce des poteries. Les grès de Bouffioulx sont renommées et la technique de salage, propre à l'entité, sera reproduite en Allemagne. Les transactions se faisaient à la Halle dont on retrouve la première mention en 1438. Elle se trouvait au milieu de la place du marché et fut reconstruite en 1545 après un incendie. Elle fut finalement détruite le 27 vendémiaire de l'an IX (19 octobre 1800).
Les poteries sont les plus anciennes industries de Châtelet et Bouffioulx (un four de potier romain datant du Ier siècle a été retrouvé dans la rue des gravelles). On trouve trace d'activité médiévale au début du XIIIe siècle. Le 26 décembre 1595, les potiers de Bouffioulx, Châtelet et Pont-de-Loup affermissent leur capacité commerciale en fondant une corporation de maîtres-potiers, d'ouvriers et d'apprentis. Leur charte définit les droits et obligations tout en se protégeant du commerce extérieur.
Le travail du fer est également répandu dans l'entre-Sambre-et-Meuse. Forges et clouteries ne manquent pas à Châtelet, si bien qu'un document de 1520 de la Cour de Justice locale limite le nombre de forges sur la place du Marché.
Une verrerie fut fondée à Châtelet en 1634. Celle-ci fabriquait du verre d'Altare (méthode vénitoise) jusqu'en 1656. Elle fut ensuite vendue et se concentra sur une production plus simple jusqu'à la fin du XVIIIe siècle.
Châtelet a également préservé son activité féodale principale : l'agriculture. Toutefois, ces champs étaient plus importants sur Châtelineau et Bouffioulx, ainsi que dans les Faubourgs de Châtelet. Les moulins se concentraient aux abords des rives de la Biesme. On peut aujourd'hui observer, sur le parcours de la promenade des Marchaux les restes du moulin Brockmanne où s'était installée une industrie de tuilerie au XIXe siècle.
La ville connaît une activité florissantes et d'autres corporations de commerçants existent : des orfèvres, des drapiers, des pelletiers, des cordonniers, des tanneurs, etc.

### Époque contemporaine

#### Première Guerre mondiale
En août 1914, Bouffioulx est l'un des théâtres de la bataille de Charleroi entre la IIIe armée allemande du général Von Bülow venant de Fleurus et la 5e armée française du général Lanrezac.
Le 22 août 1914, les Allemands des 78e et 91e régiments d'infanterie s'emparent du centre de Châtelet presque sans coup férir. Le bourgmestre et le commissaire de police les reçoivent à l'hôtel de ville. En revanche les troupes françaises des 36e régiment d'infanterie et 39e régiment d'infanterie résistent au faubourg ce qui exaspère les Allemands. Invoquant la présence de francs-tireurs dans la population belge, ils incendient une dizaine de maisons. À cela s'ajoute le bombardement de l'artillerie française depuis les hauteurs de Châtelet. Les Allemands subissent des pertes sérieuses mais contournent le terril du charbonnage du Gouffre et prennent de flanc les Français qui sont contraints à la retraite. Châtelet sort meurtri des combats : 42 maisons sont incendiées, 700 pillées par l'envahisseur et 8 habitants tués. 49 ambulances et hôpitaux provisoires sont organisés pour soigner les blessés.
Du 22 au 27 août, les Allemands contraignent une centaine d'habitants de Châtelet de recueillir les 889 morts français et 94 allemands et à les inhumer.
En octobre 1918 les registres d'état civils indiquent une très nette augmentation des décès, tant chez les militaires allemands qu'à l'hôpital de la ville pour les civils. Ce fait correspond très probablement au pic de l'épidémie de grippe espagnole.

#### Seconde Guerre mondiale
Châtelet tombe aux mains des Allemands le 17 mai 1940.
De juillet 1944 à septembre 1944, la commune de Châtelet est intégrée au District II du Grand Charleroi sous occupation allemande.
Le 1er mai 1944, l'agglomération de Charleroi est bombardée par l'aviation alliée. Des torpilles tombent notamment sur Châtelet et ravagent le quartier du Boubier, faisant des morts et des blessés et endommageant fortement l'église Notre-Dame de la Patience.
Le 4 septembre 1944, Châtelet est libéré par les Américains.

#### L'après guerre
À la suite de la loi sur la fusion des communes, Châtelet fusionne avec les anciennes communes de Bouffioulx et de Châtelineau.

## Armoiries
|  | Blason originel octroyé en 1858. À nouveau accordé par arrêté royal le 17 octobre 1973 et confirmé après la fusion des communes le 14 février 1978. Les anciennes armoiries montraient le buste de Saint Eloi habillé en abbé. Bien que décrit comme Saint Eloi, il était très probablement Saint Lambert, le saint-patron local. Les nouvelles armoiries sont une combinaison des armoiries de la principauté de Liège à laquelle le village appartenait et de l'aigle des armoiries de Wauthier de Fontaine, le plus ancien seigneur de Châtelet connu. Il avait reçu le village en prêt du prince-évêque de Liège en 1220. Blasonnement : De gueules à un perron surmonté d’une croix, le tout d’or, au chef du même, chargé d’une aigle issante de sable, - Délibération communale : 2 janvier 1977 - Arrêté royal : 1 décembre 1977 - Moniteur belge : 14 décembre 1978 |

## Politique et administration

### Législature actuelle (2024 - 2030)[24]
Ci-dessous, le tableau des résultats des élections communales de 2024.
| Parti | Parti         | Voix (2024) | Voix (2018) | % (2024) | % (2018) | +/-    | Sièges  | +/- | Collège |
| ----- | ------------- | ----------- | ----------- | -------- | -------- | ------ | ------- | --- | ------- |
|       | LES ENGAGÉS   | 1.712       | -           | 9,61%    | -        | 0.0 %  | 2 / 33  | 2.0 | Non     |
|       | PS            | 8.938       | 9.022       | 50,18%   | 48,66%   | 1.52 % | 19 / 33 | 2.0 | Oui     |
|       | PTB           | 2.577       | -           | 14,47%   | -        | 0.0 %  | 4 / 33  | 4.0 | Non     |
|       | MR+           | 3.721       | 2.258       | 20,89%   | 12,18%   | 8.71 % | 7 / 33  | 3.0 | Non     |
|       | Votre voix    | 863         | -           | 4,85%    | -        | 0.0 %  | 1 / 33  | 1.0 | Non     |
|       | ECOLO         | -           | 1.713       | -        | 9,24%    | 0.0 %  | - / 33  | 3.0 | Non     |
|       | LA DROITE     | -           | 820         | -        | 4,42%    | 0.0 %  | - / 33  | 1.0 | Non     |
|       | DéFI          | -           | 1.044       | -        | 5,63%    | 0.0 %  | - / 33  | 1.0 | Non     |
|       | AGIR          | -           | 663         | -        | 3,58%    | 0.0 %  | - / 33  | 0.0 | Non     |
|       | RC            | -           | 685         | -        | 3,69%    | 0.0 %  | - / 33  | 0.0 | Non     |
|       | moDem         | -           | 1.259       | -        | 6,79%    | 0.0 %  | - / 33  | 2.0 | Non     |
|       | POUR CHÂTELET | -           | 1.076       | -        | 5,80%    | 0.0 %  | - / 33  | 1.0 | Non     |
| Total | Total         | 17 811      | 18 540      | 100 %    | 100 %    |        | 33      |     |         |

| Fonction           | Nom                     | Compétences |
| ------------------ | ----------------------- | ----------- |
| Bourgmestre        | Alpaslan Beklevic       | PS          |
| Premier échevin    | Michel Mathy            | PS          |
| Deuxième échevine  | Françoise Abad-Gonzalez | PS          |
| Troisième échevine | Sabine Ancia            | PS          |
| Quatrième échevin  | Samuel Orru-Tuveri      | PS          |
| Cinquième échevine | Sarès Lambot            | PS          |
| Sixième échevine   | Darlène Frigo           | PS          |
| Président du CPAS  | François Vilain         | PS          |

### Liste des bourgmestres de 1830 à aujourd'hui
- Jean-Baptiste Bolle : 1848-1850.
- Antoine Piret : 1853-1869.
- Alexandre Brichart : 1870-1873, (Parti Catholique).
- M. Demaret : 1873-18??.
- M. Evrard, 18??-18?? (Parti catholique).
- Alfred Pasquier : 1896-1911.
- M. Evrard : 1899-1908 (Parti catholique).
- Horace Giuanotte : 1914-1919.
- Henri Matelart : 1922-19??, (POB).
- Fernand Jacquet : 1927-1930, (POB), notaire.
- Sylvain Drion : 1930-19??, (POB).
- Henri Matelart : 1939-1942 et 1944-1949, (POB).
- Marcel Van Mechelen : 1966-1980, (PS).
- Théophile Toussaint[Note 3],[26]: 1980-1994 (PSB-PS), conseiller provincial.
- Claude Genet : 1994-2000 (PS).
- Dominique Branders-Rainier : 2000-2006 (PS).
- Daniel Vanderlick : 2006-2024 (PS).
- Alpaslan Beklevic : depuis 2024 (PS).

### Jumelages
| Ville | Ville         | Pays | Pays   |
| ----- | ------------- | ---- | ------ |
|       | Casteltermini |      | Italie |
|       | Vimoutiers    |      | France |

### Sécurité
Justice de Paix, place de l'Hôtel de Ville.

#### Police
Zone de police Châtelet-Aiseau-Presles

## Patrimoine et culture

### Patrimoine architectural

#### Religieux

##### Églises

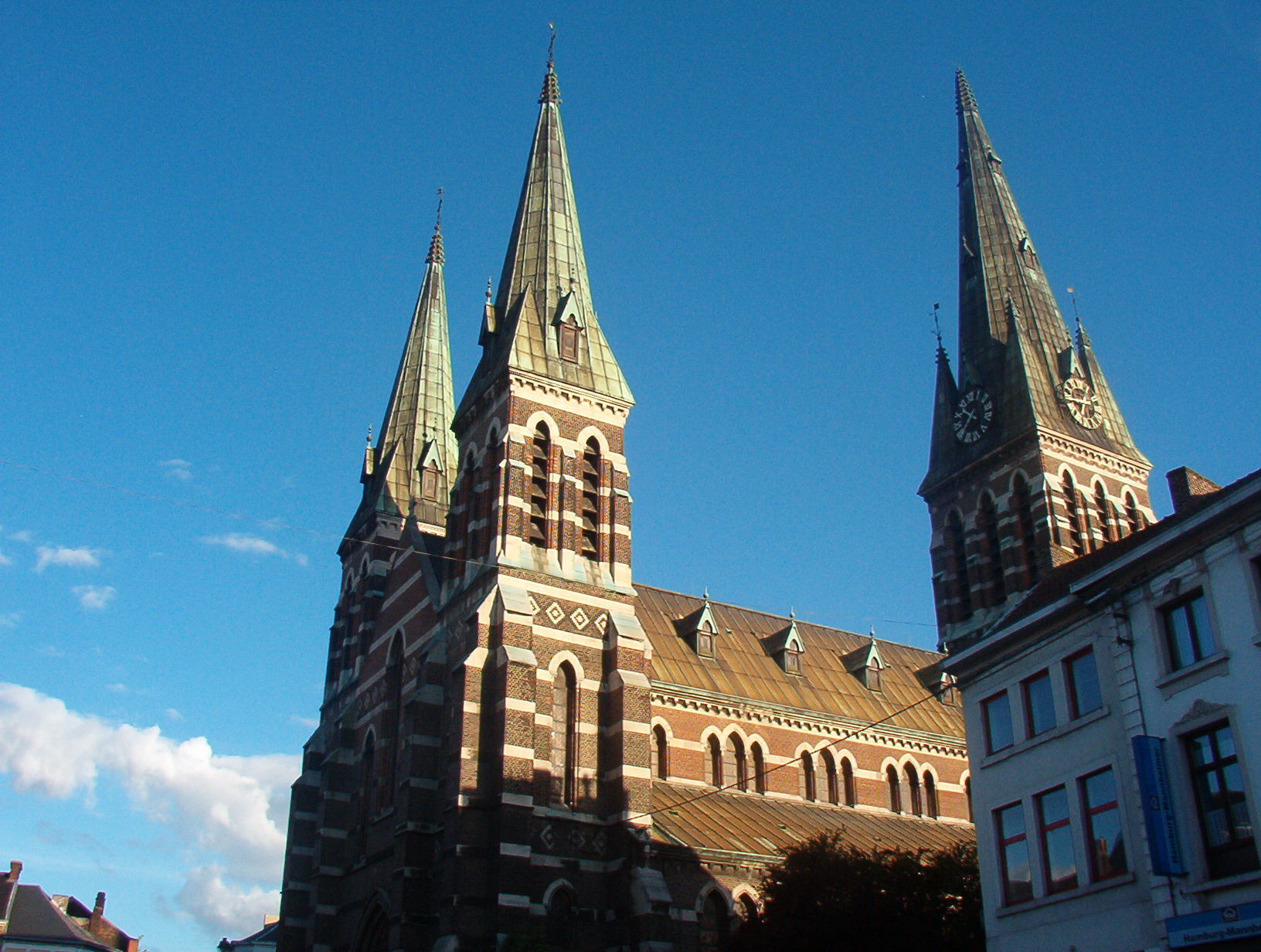
L'église Saints-Pierre-et-Paul.

- L'église Saints-Pierre-et-Paul.L'église Saints-Pierre-et-Paul. L'ancienne église qui est datée des premières années du XVe siècle a été détruite, le 1er octobre 1867 afin de libérer l'espace nécessaire à la construction de la nouvelle église. Une nouvelle église a été bâtie, de 1867 à 1871 sur les plans de l'architecte Eugène Carpentier de Beloeil. Un incendie[Note 4], survenu dans la nuit du 19 au 20 février 1937 a détruit entièrement l'église, elle a été reconstruite à l'identique par rapport à l'église initiale[27].
- L'église de l'Immaculée Conception. Construite grâce à la générosité de Coraly Pirmez en 1878, l'église est de style néo-roman par l'architecte Elie Piérard de Gilly[28].
- L'église Notre-Dame de Patience. Bâtie en 1906 à 1907, par l'architecte Valentin Vaerwijck en style néo-gothique. L'église est très endommagée à la suite de la deuxième guerre mondiale et reconstruite en 1962 par l'architecte René Alsteen[29].

##### Chapelles

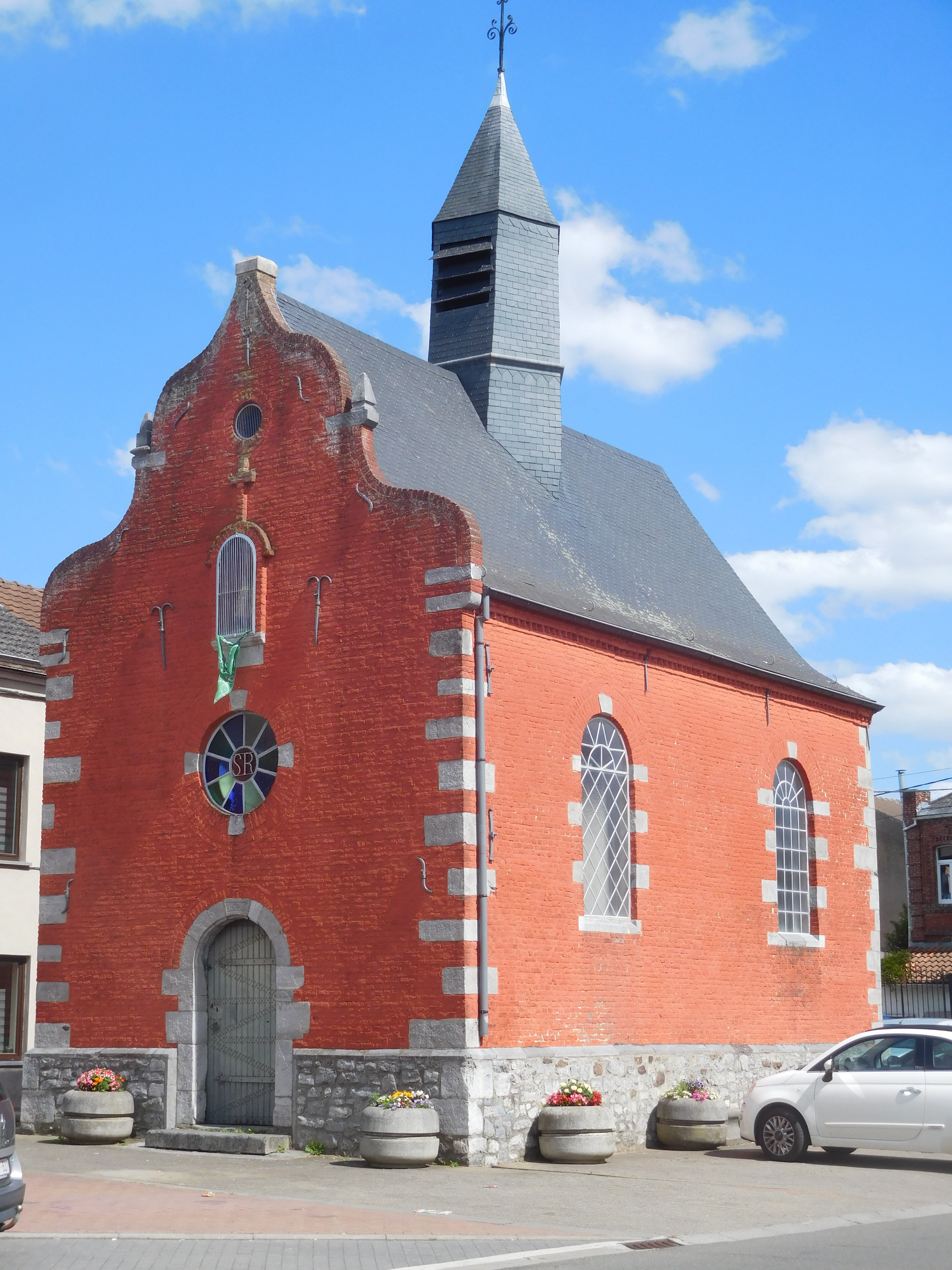
La chapelle Saint-Roch.

- La chapelle du calvaire. Remplacent un oratoire fondé vers 1730, la chapelle est de style néo-classique datant de 1888. Elle est située à l'angle de la rue de la Praye[30].
- Chapelle Saint-Roch. Edifice daté de 1626, similaire aux chapelle de la même époque à Fleurus (1634) et à Ham-sur-Heure (1636-1638), tous trois construits à la suite d'une épidémie de peste[31]. Chaque année se déroule la marche Saint-Roch, une des marches de l'Entre-Sambre-et-Meuse.

##### Autres
- Le presbytère et la maison vicariale, construites dans la première moitié du XIXe siècle en style néo-classique[32] situé à gauche de l'église Saints-Pierre-et-Paul.
- L'école Sainte-Marie, dans l'ancien couvent des Dominicaines. Edifiée à la fin du XVIIIe siècle et deux ailes de style néo-gothique sont ajoutés au XIXe siècle[33]. Elle se situe rue Neuve.

### Civils
- L'hôtel de ville, édifié à l'emplacement de l'ancien devenu trop petit[Note 5]. Construit en 1923-1924 en briques rouges avec une tourelle aujourd'hui disparue. La façade est ornée de reliefs en céramiques peint par Pierre Paulus sont représentés divers corps de métiers[34].
- La « maison espagnole », datant du début du XVIIe siècle, édifié par Nicolas Ruffin, échevin du Magistrat au XVIIe – XVIIIe siècle[35]. Elle se situe rue de Bouffioulx.
- Le château Pirmez, hôtel de maître néo-classique bâti en 1833 par Victor Pirmez. L'immeuble devient orphelinat en 1903 et centre d'accueil et de formation professionnelle en 1997[36].
- Châtelet abrite également plusieurs espaces verts, y compris la réserve de Sébastopol, qui contient d'anciennes carrières et une vaste population d'oiseaux, la forêt communale (Bois de Châtelet), avec une grotte remplie de chauve-souris, et le parc communal, situé au cœur de la ville.
- Ancien hôtel-Dieu. L'ouverture a eu lieu en 1869, l'initiative fut prise par Alexandre Brichart, banquer et bourgmestre en 1861[37]. Il se situe à proximité de l'hôpital Léon Neuens.

#### Monuments et statues

##### Monuments
- Monument Français. Réalisé par le sculpteur Jacques Marin en l'honneur des Français et inauguré en 1921[38].
- Monument aux morts. Œuvre de Eugène Paulus, inaugurée en 1921, il se situe place Jean Guyot[39].

##### Statues

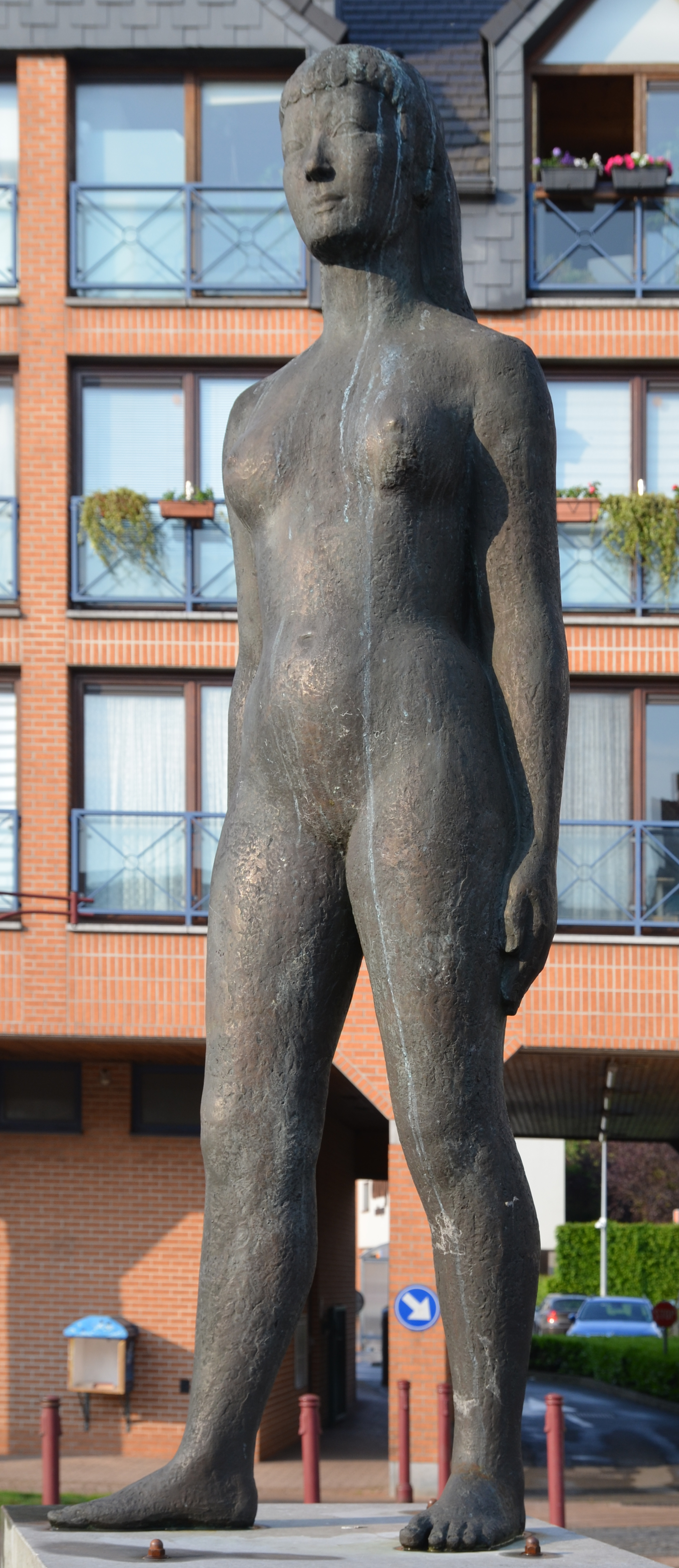
Charles De Rouck, Apothéose.

- Sur la Place de l'Outre-Biesme, est installé le buste du peintre le baron Pierre Paulus de Châtelet[40].
- Au rond-point de la place Saint-Roch, il y a une statue de René Magritte assis sur un banc avec un réverbère.
- Dans le centre de Châtelet, il y a aussi des sculptures à la mémoire de Magritte[Note 7].
- Le perron[Note 8]. Il se situe sur la place du même nom[Note 9]. Il fut reconstitué grâce aux documents de la société d'histoire le « Vieux Châtelet » en 2000[41]. Il est installé sur l'emplacement du perron liégeois qui se trouvait au Moyen-Âge[42].

### Culture et Folklore
Tous les ans depuis 1983, un festival d'orgue y est organisé dans l'église St-Pierre-et-Paul (orgue du facteur Maurice Delmotte, 1943: III/P, 45). Créé sous l'impulsion de l'organiste et pédagogue Thierry Smets, il est l'un des pionniers du genre en Belgique face à des manifestations comme Les Collégiades à Mons (1993), Ars in Cathedrali ou Bruxelles Ses Orgues (2017).

#### Bibliothèque
Bibliothèque Henri Matelart, rue du Rempart derrière l'hôtel de ville.

#### Conservatoire
Conservatoire de musique et des arts parlés Maurice Guillaume, place du Baquet.

#### Le Vieux Châtelet
Cercle d'histoire de la ville, créé en 1958, et propose des expositions consacrées à la ville et à la région.

#### Musée
Maison de René Magritte, rue des Gravelles. Elle fut construite par le père de l'artiste en 1911, dans le style art nouveau.

#### Folklore
- La marche Saint-Roch, se déroule entre l'Ascension et la Pentecôte. Elle est créée en 1961.
- La cavalcade de Châtelet se déroule le dimanche des Rameaux.

## Enseignement

### Écoles primaires
- Institut Saint-Joseph section primaire.
- Groupe scolaire Boubier[Note 10].
- Groupe scolaire Grand Chêne[Note 10].
- École Sainte-Thérèse.
- Athénée Royal René Magritte, section maternelle et primaire.

### Écoles secondaires
- Athénée Royal René Magritte, section secondaire.
- Athénée Royal Pierre Paulus.
- Institut Saint-Joseph, section secondaire.
- Institut Sainte-Marie.

### Académie
- Académie des Beaux-Arts, allée de la Sambre (Châtelineau).

## Galerie

Quelques vues de la cité.
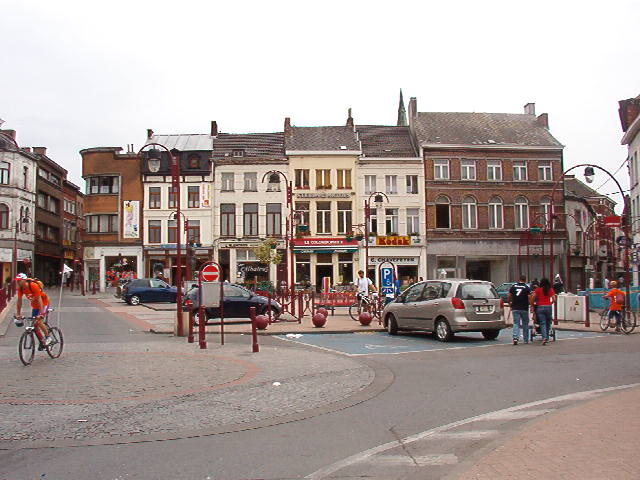
La place du Marché.
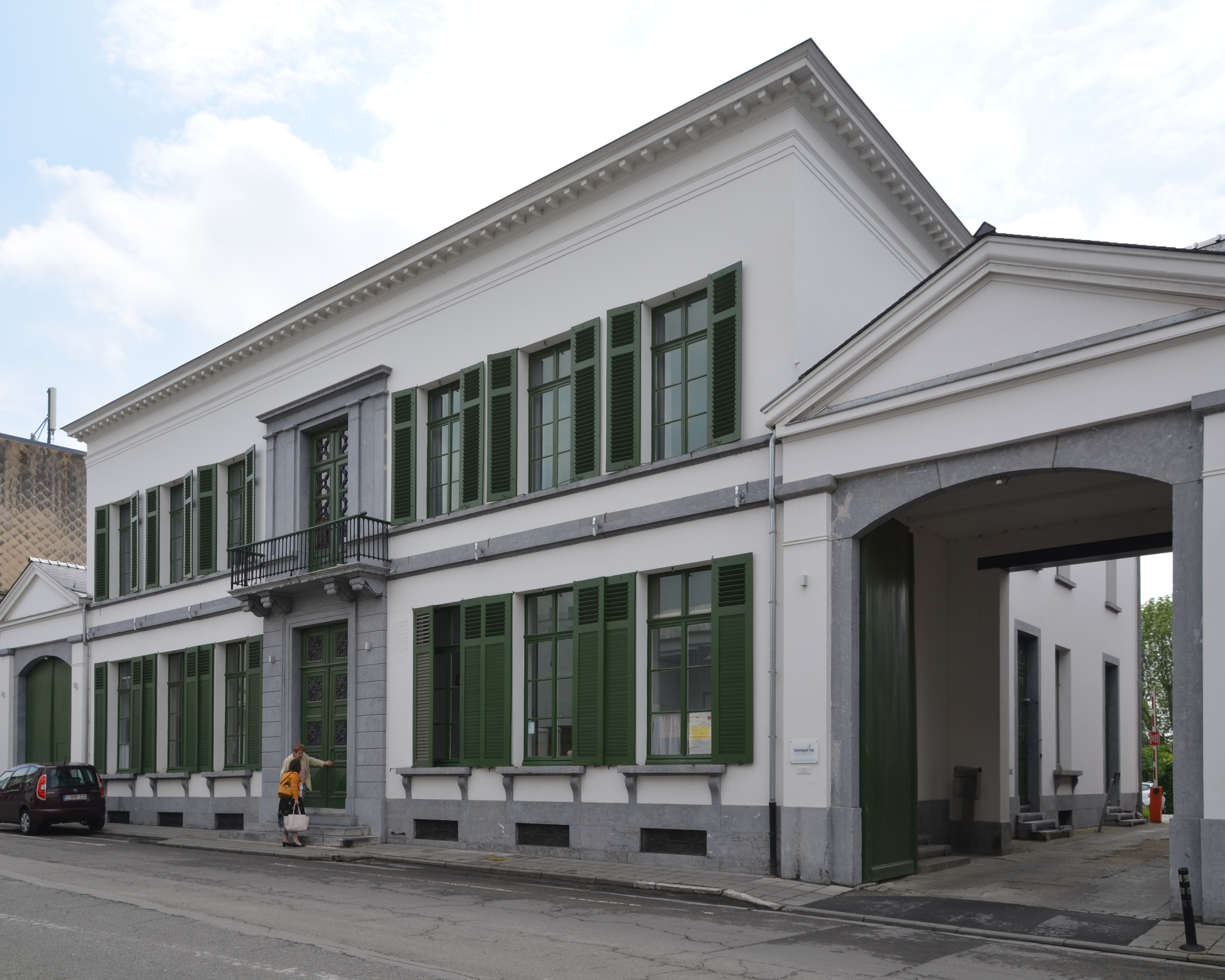
Le château Pirmez.
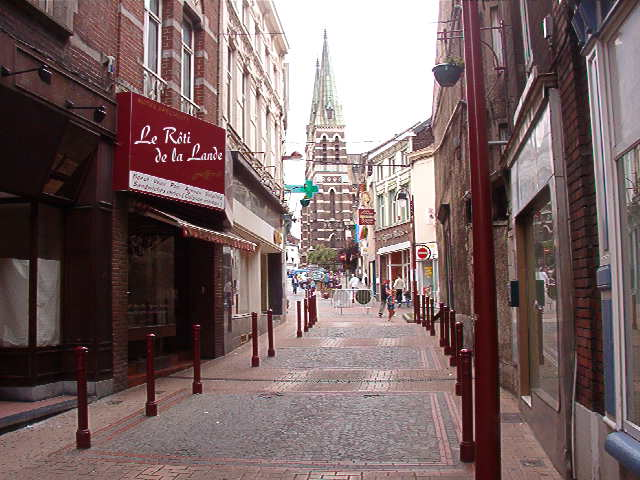
La rue Neuve.
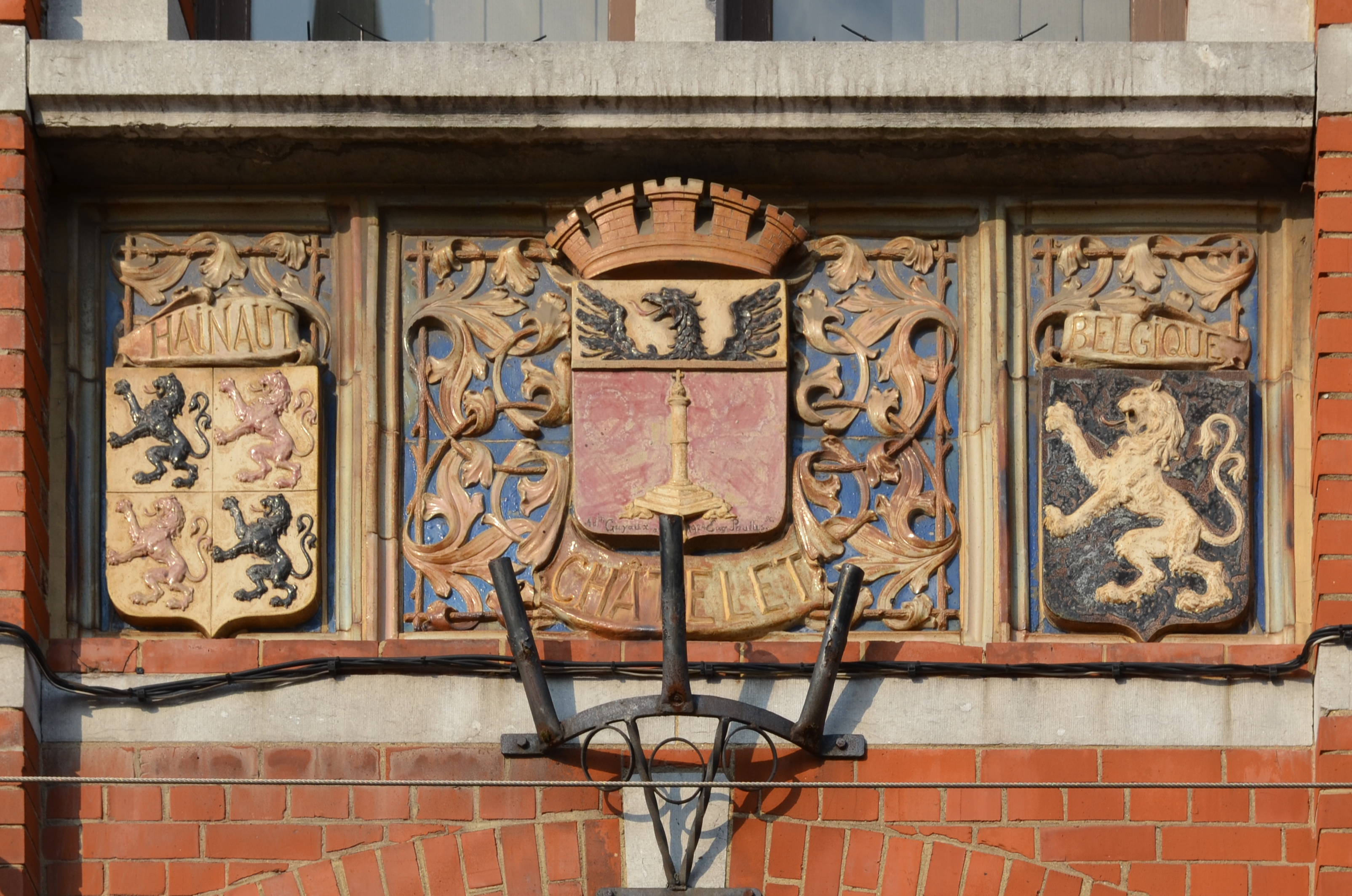
Armoirie de Châtelet sur la façade de l'hôtel de ville.
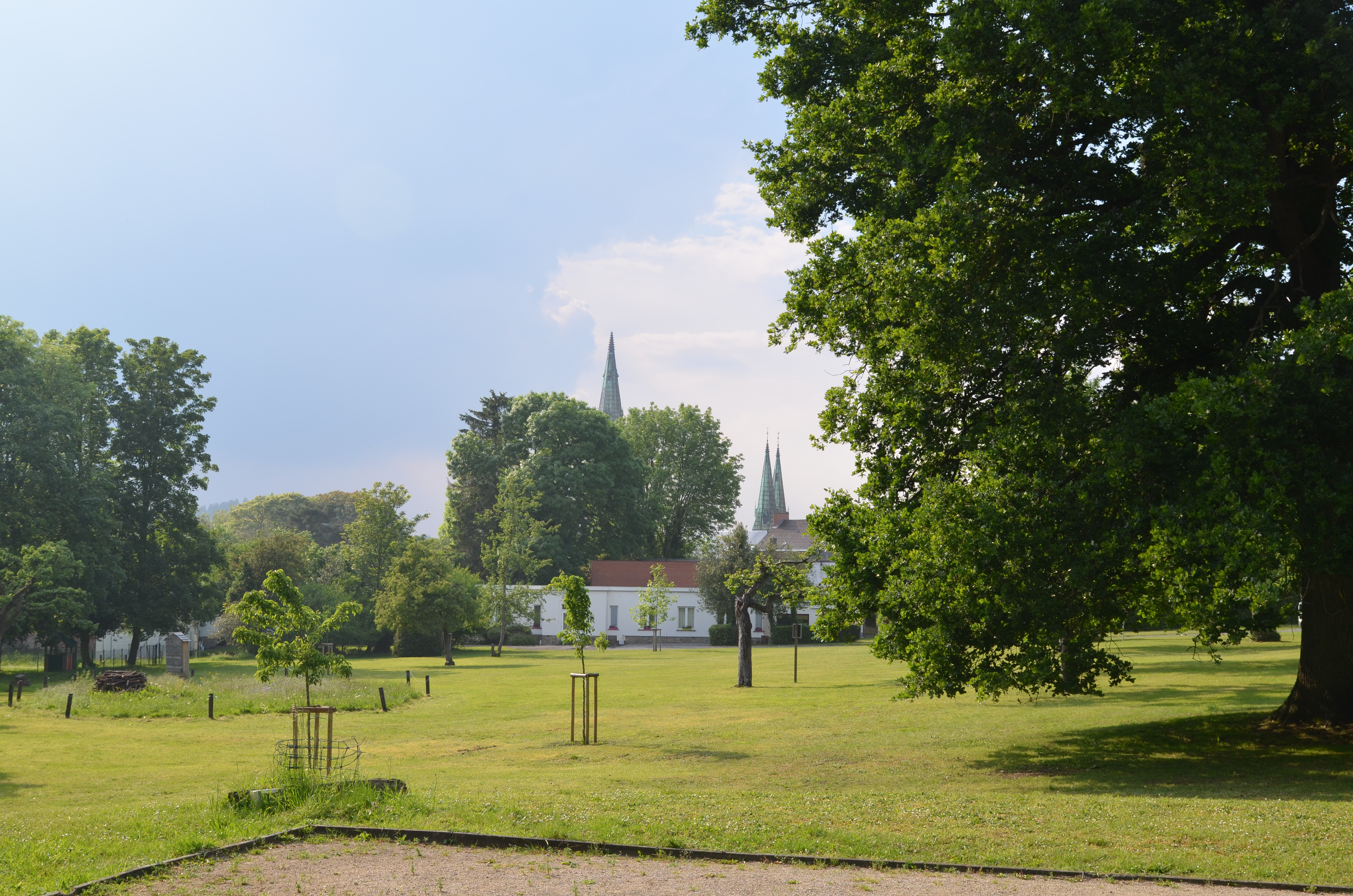
Le parc du château Pirmez avec les flèches de l'église Saints-Pierre-et-Paul.
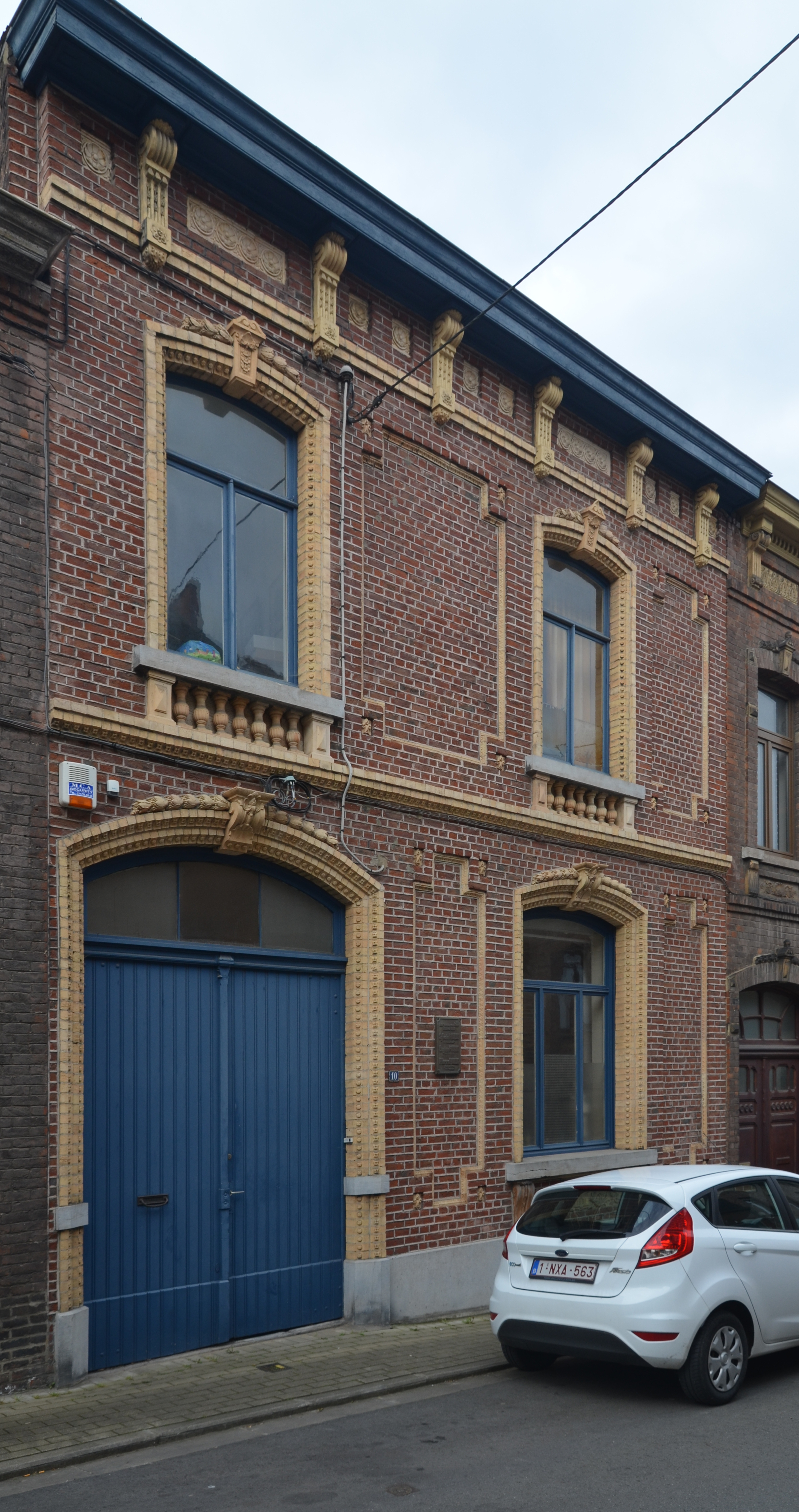
La maison natale de Pierre Paulus.
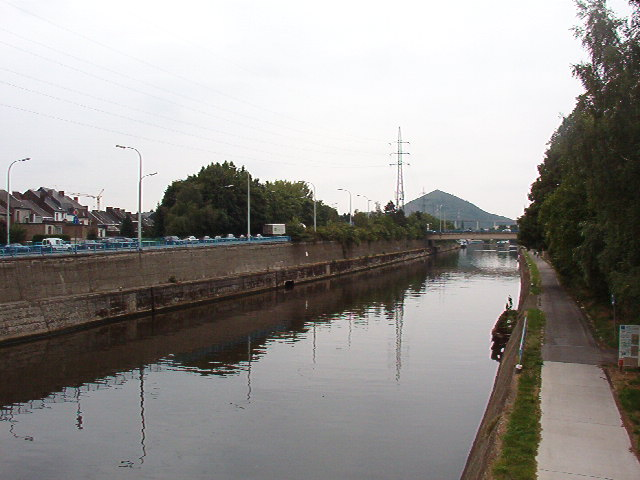
La Sambre.
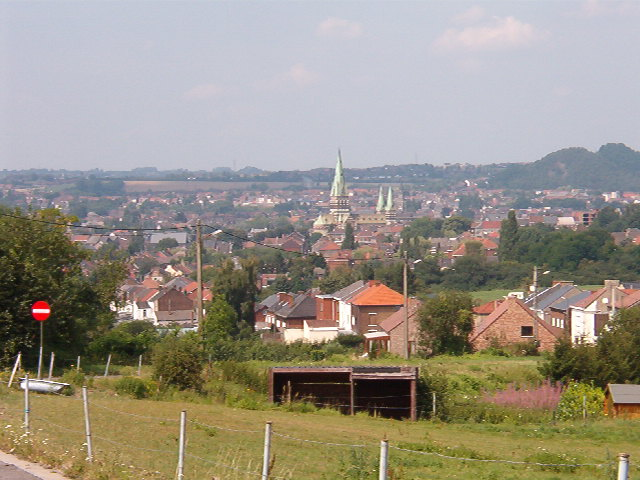
Panorama de la ville vue depuis les hauteurs.

## Économie

### Commerce
Le trafic routier intensifié qui drainait la production d'une vaste région, à la fois agricole et forestier, Châtelet enserré nécessita la construction d'une pont pour facilité les relation entre des deux rives de la Sambre. Suite à la présence du pont fut favorable au développant de la petite ville qui devint un centre artisanal et commerciale de cette région. Dans les textes, au XIIIe siècle, dès que Châtelet apparaît, la présence de quatre potiers, trois moulins, une brasserie, trois verriers et une activité commerciale déjà signalé.
Ce commerce important amena la tenue de marchés, de foires et l'édification d'une halle, ces activités se concentrèrent à un lieu proche du pont. Le Chapitre Saint-Lambert de Liège, seigneur de Châtelet, très tôt, pour amplifier l'importance et l'attrait du commerce local, il établit, le mardi un franc-marché, à un endroit qui reçut le nom de place du Marché : elle était déjà pavée dès 1438.
La halle, déjà cité en 1438, était essentiel du commerce châtelettain, elle fut jusqu'à la fin du XVIIIe siècle, le reflet de la ville. Cet édifice se dressait sur le Marché, elle servit à la fois de marché, d'entrepôt, de lieu de réunion et de siège de l'administration communale. L'établissement en 1565 par le Chapitre Saint-Lambert de Liège, de trois foires franches, aussi connues sous le nom de fêtes marchants, fait que l'activité commerciale de Châtelet fut enrichie. Ces foires étaient fixées à la mi-carême, le 14 mai, le 1er septembre et une quatrième fut établie en 1699, à la demande des habitants le 11 novembre.
La région fut envahie par les industries et les charbonnages et la population se multipliera créant des besoins accrus et nouveaux. Á Châtelet, le commerce sut rapidement s'adapté à cette situation nouvelle d'une région influencé par l'activité industrielle et sa clientèle était surtout constitué par la classe ouvrière. 
La ville à connut un commerce florissant en 1830, les commerçants rivalisent de zèle et d'activité pour satisfaire leur clientèle ; le quartier de la Franche-Chambre qui bénéficie de sa situation devint, elle aussi le siège d'un grand commerce de denrées diverses. En 1935, un grand nombre de magasins de la ville eurent la réputation d'être « mieux fournis que ceux de beaucoup de grandes villes ». Châtelet comptait 585 magasins en 1860, le commerce châtelettain resta longtemps stable malgré la crise qui frappa la région dans l'entre-deux-guerres.
Après la deuxième guerre mondiale, de nombreuses petits commerces de quartier s'ouvrirent, leur existence fut éphémère. Malgré à la création en 1946 d'un échevinat du commerce, constate dès 1951, que cette activité économique avait tendance à s'étioler alors que le quartier des Six-Bras, situé à Châtelineau se développa au détriment du centre-ville. Des manifestations promotionnelles sont organisées par les commerçants de Châtelet et en développant leurs magasins en les adaptant aux règles de l'économie et des techniques commerciales nouvelles. Les commerçants de la ville réunissent en 1907 au sein d'une « Association des Commerçants Artisans et Petits Industriels », dès lors ils organisent une braderie en 1928 qui fut une des prestigieuses de la région.
Une asbl « Châtelet Centre-Ville » est créée le 19 août 1998, est pour objectif de dynamisation du centre-ville dans toutes ses fonctions de centralité. La sphère d'activité de l'association s'étend au Faubourg et à Châtelineau au quartier des « Six-Bras », sans resté indifférente au cas du centre de Bouffioulx. Cette asbl assure aussi les activités qui précédemment étaient assumé par les association de commerçants.
Avant Châtelet avait dans son centre-ville des commerces à la place du Marché, rue du Commerce, rue Neuve, rue des Brasseurs place de la Victoire, place d'Outre-Biesme, rue de la Montagne, place de l'Hôtel de Ville, rue du Calvaire, Grand'rue, place Saint-Roch, rue de Namur dans le quartier du Faubourg.

### Laminoir sidérurgique Aperam (ex-Carlam)
En 1976, la société Hainaut-Sambre crée la Société Carolorégienne de Laminage, appelée « Carlam » et un laminoir à chaud est construit sur les bords de Sambre à Châtelet. En 1981, Hainaut-Sambre fusionne avec Cockerill et la société devient une filiale de Cockerill-Sambre. En 2001, le nouveau groupe Arcelor absorbe Cockerill-Sambre et décide d'investir massivement dans le bassin carolorégien en y installant sur le site de Carlam une aciérie électrique inox. Celle-ci est inaugurée en 2005. En juin 2006, Arcelor est racheté par Mittal Steel Company et devient ArcelorMittal. En 2011, ArcelorMittal crée une spin-off, le groupe sidérurgique Aperam qui reste notamment implanté à Châtelet.
Le laminoir à chaud du groupe international Aperam à Châtelet est l'un de plus grands d'Europe et produit une tonne d’acier inoxydable sur quatre en Europe. Cet outil a une capacité de production de 2.8 millions de tonnes d'acier par an. En 2022, 750 personnes travaillent sur le site de Châtelet chiffre auquel il faut ajouter 200 personnes en sous-traitance. En 2017, 15 millions d'euros ont déjà été investis sur le site d'Aperam à Châtelet. Deux moteurs au cœur des dégrossisseurs qui aplatissent les plaques d'acier chacun une puissance de 12 Mégawatts ont ainsi été installés. Le laminoir de Châtelet, gros consommateur d'énergie fossile, s'est engagé dans un processus de réduction de son empreinte énergétique et environnementale. Dans le processus de fabrication, la gamme d'acier Aperam infinite est fabriquée avec jusqu’à 98 % de matériaux recyclés, permettant de réduire jusqu’à 85 % les émissions de CO2 par rapport aux normes de l’industrie, avec de l’énergie renouvelable, des minerais d’origine durable et de la biomasse de charbon de bois.
En 2024, deux projets d'investissement sont envisagés dans le cadre de la stratégie de décarbonation d'Aperam : la construction d'une centrale Organic Rankine Cycle (ORC) pour valoriser la chaleur des fumées et l'installation sur le site d'un traitement thermique pour réduire directement la consommation énergétique. Les deux projets permettraient d'importantes économies d'énergie et réduiraient les émissions de CO2.

### Recyclage de métaux et dérivés (Groupe Comet)
Depuis 1986, le Groupe industriel belge Comet dont le siège se situe à Châtelet est actif dans le négoce de métaux ferreux, non-ferreux et dérivés. Il s'agit d'un groupe industriel belge familial qui a développé son activité de valorisation des déchets en Europe, Asie et Amérique du Sud. Le développement de nouvelles technologies dans le domaine du recyclage lui a permis de disposer d'une capacité industrielle qui en fait un leader dans son domaine d'activité en Europe. Les taux de valorisation atteignent ainsi des niveaux inégalés avec 98,4 % de recyclage de produits aussi diversifiés que les métaux ferreux, non-ferreux, les véhicules hors d’usage (VHU), les déchets d’équipements électriques, électroniques (DEEE) et des résidus de broyage. Depuis avril 2019, Comet fait figure de pionnier en hébergeant les deux premiers centres agréés en Région wallonne pour le recyclage des voitures électriques et, depuis 2021, il s'est lancé dans le recyclage de panneaux photovoltaïques. Le groupe industriel fait largement appel à la navigation fluviale nettement moins impactante pour l'environnement que le transport routier pour le transport des matériaux à recycler et recyclés .

### L'industrie du grès et de la poterie d'art à Châtelet et à Bouffioulx
Le sous-sol de la ville est particulièrement celui du bois de Châtelet, renferme des gisements d'une « terre à pots », de bonne qualité qui donne après la cuisson à très hautes températures, des grès de « plein feu ». Jusqu'en 1920, l'exploitation des gisements de terre  à ciel ouvert ou par galerie s'effectuent. Au début de la Seconde Guerre mondiale, il y a eu quelques tentatives de relancer les argilières ont encore lieu, mais sans succès à la suite de l'épuisement des veines argileuses.

Les potiers se procurent leur matière première dans les régions de Hanzinnes, Fraire, Morialmé, Biesme, Saint-Aubin et Florennes. Par la suite, des importations viendront de France, des Pays-Bas et d'Allemagne. En 1940, le prix de la terre varie entre 150 et 400 francs la tonne, atteignant 1 000 francs pour les terres allemandes utilisées dans la fabrication de grès d'art et de céramiques architecturales.

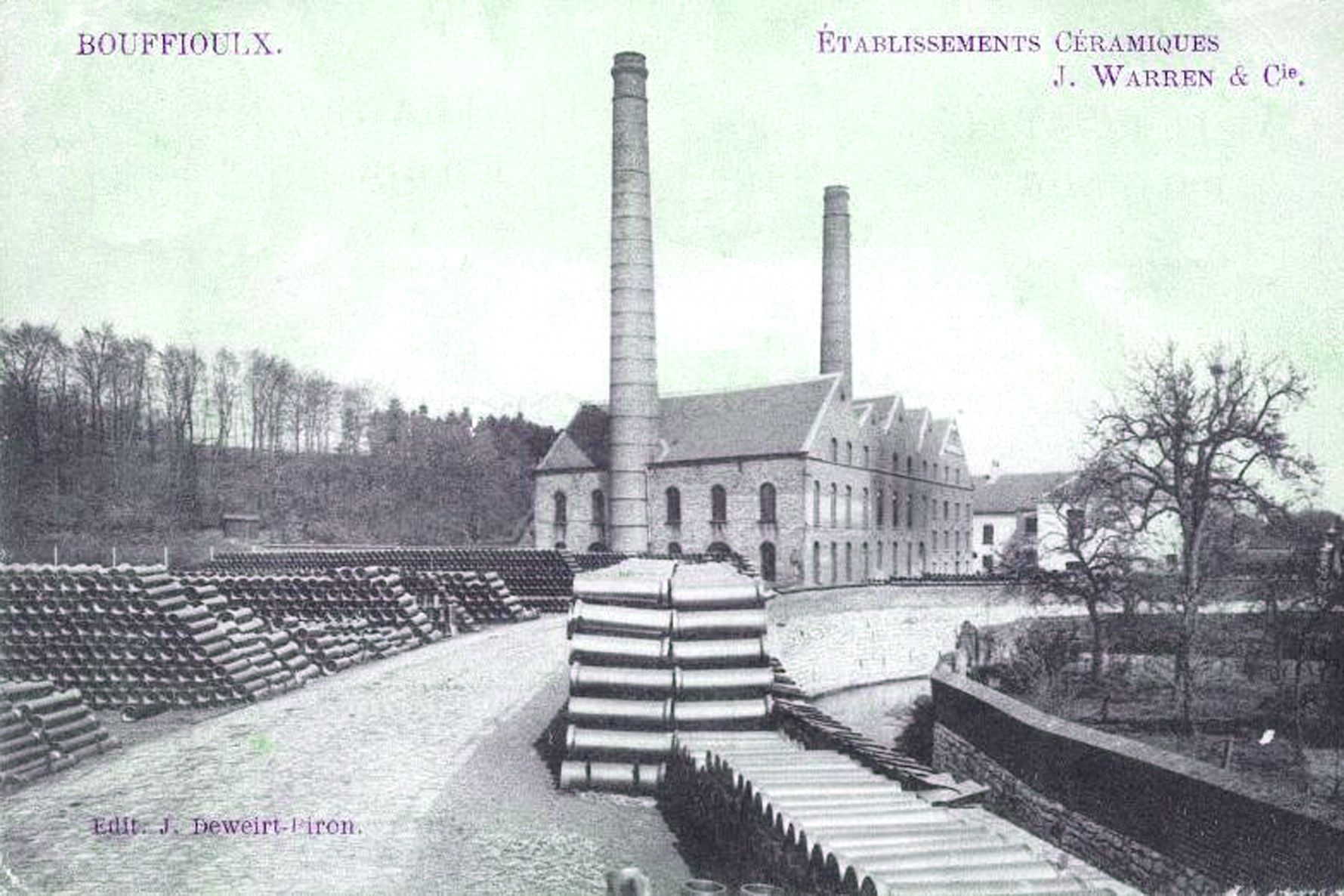
Fabrique de tuyaux en grès verni.

L’industrie du grès de Bouffioulx a été pendant de nombreux siècles florissante grâce à la bonne qualité de sa matière première, l'argile grésante à forte teneur en silice extraite dans les dépressions karstiques. La propriété de ce type d'argile est de résister à des hautes températures de plus ou moins 1300 °C permettant l'apport de sel marin nécessaire à la vitrification des poteries. Le combustible était au départ fourni par le bois fourni par les forêts environnantes et, à partir du XVIIIe siècle, par le charbon. Au niveau corporatif, le franc-Métier réunissait les maîtres ou patrons, les apprentis ou candidats maîtres et les serviteurs ou ouvriers.
Fin du XVIIIe siècle, la production de faïence supplante celle du grès à caractère artistique qui connaît un déclin durable avant que quelques artistes-céramistes passionnés par le grès d'art ne reprennent la tradition peu avant la Première Guerre mondiale.
Quelques ateliers de poterie de grès salé sont en activité et sont mis à l'honneur lors de la fête annuelle de la poterie qui se tient à Bouffioulx en juin-juillet :
- poterie Biron ;
- poterie Dubois ;
- poterie Lardinois.

### L'industrie du charbon
Au cours du XIXe siècle, les houillères ont connu une évolution rapide. Les cayats ont disparu pour faire place à l’ère des charbonnages. Plusieurs sociétés anonymes, telles que le Carabinier Français, Ormont, Boubier, Pont-de-Loup Sud, le Gouffre et le Trieu Kaisin, se sont partagé les richesses souterraines du pays de Châtelet. Progressivement, de nombreux puits d’extraction ont remplacé les anciens cayats qui dominaient jusque-là villes et campagnes.
L’extraction du charbon à Charleroi a atteint son apogée dans la première décennie du XXe siècle, avec une production de 8 626 010 tonnes en 1910, contre 7 000 000 tonnes en 1950. Les sociétés charbonnières de la région de Châtelet ont produit 1 267 000 tonnes en 1904 et un chiffre similaire en 1953, avec 1 255 000 tonnes, reflétant une stagnation dans un secteur en récession économique.
L’arrivée des combustibles liquides a marqué le début du déclin de cette industrie, autrefois enviée par d’autres pays européens, jusqu’à son extinction définitive dans la seconde moitié du XXe siècle. À Châtelet, Boubier a fermé le 1er juillet 1966, et le dimanche 30 septembre 1984 a marqué la fin de l’exploitation du charbon en Wallonie, avec la dernière tonne extraite au siège Sainte-Catherine des Charbonnages Réunis du Roton Farciennes et Oignies-Aiseau.

#### La Société Anonyme du Charbonnage de Boubier
Entre 1800 et 1850, Boubier n'est encore qu'un cayat exploité par Dejean et Bouez, au lieu-dit « La Bergerie ». L'exploitation se modernisera progressivement grâce aux nouvelles technologies minières, mais en 1800, Boubier ne bénéficie pas encore de cette infrastructure avancée. Il faudra attendre quelques années avant que les maîtres de fosses adoptent les techniques d'exploitation basées sur le développement de la machine fixe à vapeur pour la force motrice.
Durant la première moitié du XIXe siècle, trois groupes de prospecteurs rivalisent pour obtenir des concessions de houille. Le premier est dirigé par Jean Nicolas Le Becque, le deuxième par Pierre Quinet, et le troisième par Jean-Baptiste Desmaret. En 1839, ces groupes déposent une demande commune pour une concession de 143 hectares, 95 ares et 11 centiares. Parmi leurs membres figurent des notables locaux comme Charles Desmaret, maître tanneur à Châtelet ; Jean-Baptiste Bolle, bourgmestre de Châtelet ; Charles Stanislas Crame, propriétaire à Châtelet ; Henry Dejean, maître tanneur à Châtelet ; Maximilien Alexandre Motte, ingénieur des mines à Châtelineau ; et Léon Wilmar, rentier à Châtelineau.
En 1846, Godefroy Goret, considéré comme le fondateur du charbonnage de Boubier, rachète les parts de ses associés. Il crée à Paris, le 15 janvier 1846, avec Louis Joseph Maulaz et Joseph Victor Bernard, la « Compagnie du Charbonnage de Boubier » sous la raison sociale L.-J. Maulaz et Co. Établie sous les lois françaises, la société a son siège à Paris. En 1875, elle devient une société anonyme sous le nom de « Compagnie du Charbonnage de Boubier ». 
Les principaux puits de la concession : no 1, 2 et 3.

#### La Société Anonyme du Charbonnage d'Ormont
Le 29 novembre 1825, devant Maître Jean-Joseph Piret, notaire à Châtelet, onze hommes courageux, attirés par l'aventure industrielle, fondent la société civile charbonnière d'Ormont.
Les fondateurs qui apportent chacun, une mise de fonds fixée à 259 florins, 87 centimes sont les suivants :
- Jean-Baptiste Baudelet, maître-potier, de Bouffioulx,
- T. Bertrand, maître-potier, de Bouffioulx,
- Pierre Baily, meunier, de Bouffioulx,
- Jean-Baptiste, Jean François et Pierre Crame,
- maître-potiers de Bouffioulx,
- Hubert Crame, de Bouffioulx,
- Jean-Baptiste et Adrien Baily,
- propriétaires à Châtelet,
- Paul et François Masson, houilleurs de Charleroi[63].

En 1844, la jeune société obtient sa première concession des autorités belges, couvrant 352 hectares à Châtelet et Bouffioulx. Une extension de 547 hectares est demandée en 1870, suivie d’une autre de 278 hectares en 1887. Le 2 mai 1890, la société civile devient la Société Anonyme du Charbonnage d'Ormont, avec un capital social de 22.640.000 francs.
Au début du siècle dernier, l’extraction atteint environ 140 000 tonnes de charbon AV « gras à longue flamme », mais chute à 77 000 tonnes en 1923 pour une concession de 886 hectares. L’usine à briquettes transforme 23.000 tonnes de cette production en boulets et agglomérés. En 1902, la société emploie 800 ouvriers, dont 402 à Bouffioulx.
Au printemps 1926, face à de graves difficultés économiques, la société licencie ses derniers mineurs et entre en liquidation le 17 mai, après la fin de l’extraction le 14 août 1925. La liquidation prend plusieurs années et la concession est partagée tardivement, en 1952, entre deux autres charbonnages : Boubier Gouffre - Carabinier réunis (Châtelet - Pont-de-Loup). Enfin, le 24 décembre 1949, une assemblée générale extraordinaire décharge les liquidateurs, dont Octave Jadot, ancien directeur gérant, mettant fin à la liquidation et à l’existence de la société. Les principaux puits de la concession incluent Sainte-Barbe, Saint-Xavier et Carnelle.

### Transports

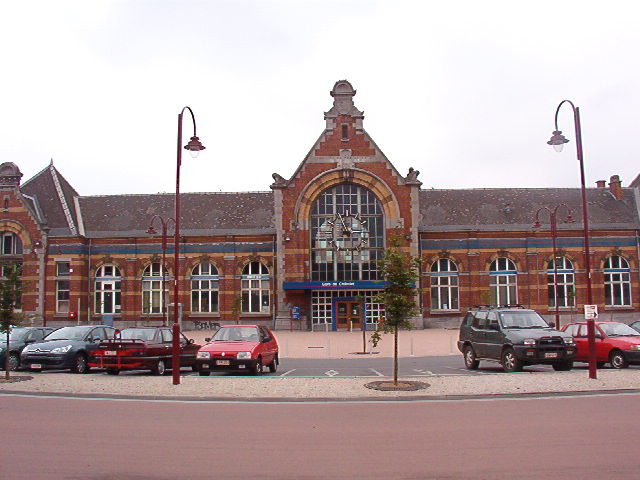
La gare de Châtelet sur le territoire de Châtelineau.

#### Bus
Châtelet est sillonnée par les lignes 171, 18, 154, 155, 156, 158 et 172.

### Santé

#### Clinique
- Clinique Léon Neuens.
- Centre de Santé de Châtelet, rue du Rempart.

#### Maisons de repos
- Résidence Pierre Paulus.
- Au « Temps des Cerises ».
- Résidence nouvelle « Le Châtelet ».
- Groupe Seniorissim Maison de Châtelet.

## Sports et vie associative

### Sports
- RCS Châtelet.
- Foot Girls Training.
- FC Mon Jardin (FCMJ).

#### Infrastructures sportives
- Stade Adrien Mura.
- Stade Bourdeau Arena (FCMJ).

## Personnalités liées à la ville

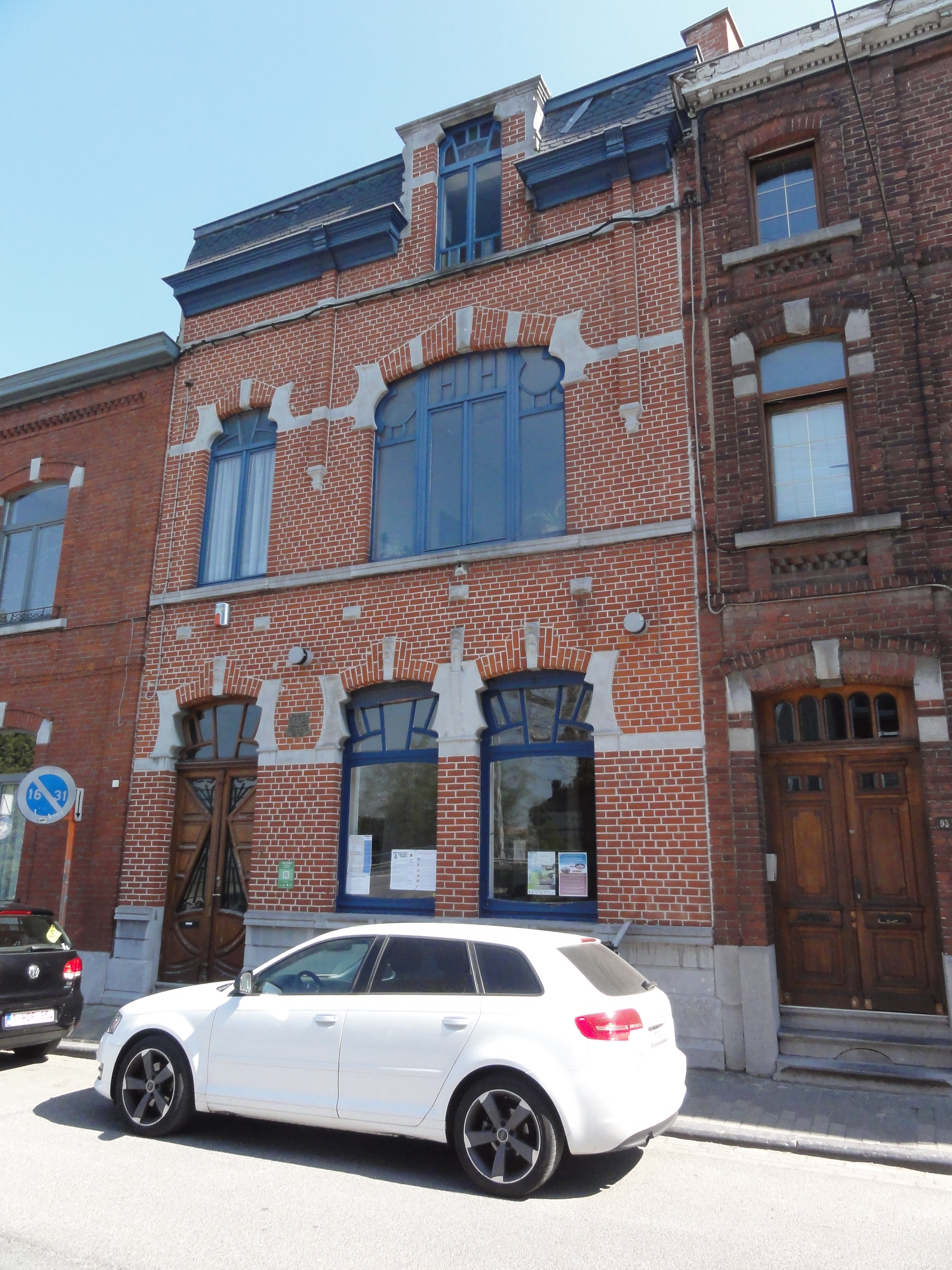
La Maison Magritte à Châtelet.

- François-Louis de Prelle dit Compère (1637-1700), grand bailli de Châtelet, d'Aiseau, Farciennes, Pont-de-Loup, Bouffioulx, Memberzée[Note 15] et leurs dépendances.
- Philippe Benoist (1702-1773), seigneur d'Erquennes et du Châtelet, receveur du prince de Croÿ-Solre, lieutenant de Condé-sur-Escaut.
- Albert Hermant (1827-1883), avocat et député à la Chambre des représentants.
- Lucien Giroul (1839-1917), avocat et député à la Chambre des représentants.
- Félicien Defoin (1869-1940), artiste.
- Fernand Allard (1878-1947), missionnaire, né à Châtelineau.
- Edmond Doumont (1879-1954), peintre portraitiste établi à Châtelet.
- Edgard Aubry (1880-1943), céramiste.
- Pierre Paulus (1881-1959), peintre expressionniste et concepteur du drapeau wallon, est né à Châtelet.
- René Sturel (1885-1914), professeur de littérature français tué à Châtelet le 22 août 1914. Son nom est inscrit au Panthéon parmi les 560 écrivains morts au combat pendant la Première Guerre mondiale.
- René Magritte (1898-1967), peintre, a passé une partie de son adolescence à Châtelet où il fréquente l'atelier de Félicien Defoin[70]. Une promenade Magritte existe dans le centre-ville, où les lampadaires sont couverts de chapeaux melons en hommage à l'artiste.
- Maurice Guillaume (1899-1983), organiste de l'église des Saints-Pierre-et-Paul, compositeur (Le Conservatoire de Châtelet porte son nom).
- Auguste Marin (1911-1940), poète, né à Châtelet.
- Pierre Borlée (1912-1987), gouverneur du Kivu au Congo belge et père de Jacques Borlée, athlète et entraîneur, né à Châtelet.
- Gustave Camus (1914-1984), peintre, né à Châtelet.
- Jean Delire (1930-2000), cinéaste[71].
- Michel Delire (1933-2006), joueur de football international belge actif durant les années 1950 et 1960, Entraineur dans les années 60, 70 et 80. Il est également le père du journaliste sportif Marc.
- Robert Cogoi (1939-2022), chanteur de variété ayant représenté la Belgique en 1964 au Concours Eurovision de la chanson à Copenhague. Sa chanson Près de ma rivière deviendra aussi disque d'or.
- Jean-Luc Fauconnier (1941-), écrivain d'expression wallonne.
- Joël Robert (1943-2021), champion de motocross[72].
- Claude Barzotti (1953-2023), chanteur italo-belge né à Châtelineau.
- Jean-Michel Zecca (1968-), animateur de télévision.